# Sione Piukala
Sione Piukala (8 de juny de 1985) és un jugador de rugbi, que juga en la posició de centre. En l'actualitat juga a les files de l'USAP de Perpinyà i amb la selecció de Tonga. Va fer el seu debut per Tonga el 2008 i va formar part de l'equip tongolès a la Copa del Món de Rugbi de 2015.